# トマス・デ・メルカード
トマス・デ・メルカード（Tomás de Mercado / 1525年頃 - 1575年頃）は近世初期スペインの神学者・哲学者。ドミニコ会士でサラマンカ学派の経世論家（Arbitrista）の一人に数えられる。

## 略歴
ヌエバ・エスパーニャ（メキシコ）に生まれ（セビリャという説もある）、若年のうちにドミニコ会に入会、メキシコの修道分院で講師を務めた。そしてスペインに渡りサラマンカ大学で学び神学・哲学の講師となった。その後、セビリャの両替商に勤務し、故郷のメキシコに戻る船中で死去したとされる（没年については1585年説もある）。

## 業績
サラマンカ学派の経済理論を継承し、価値・価格論においては公正価格論、貨幣論については貨幣数量説を主張した。また「王国の繁栄」の基盤をとりあえず金・銀・貨幣の保有に求めているが、単に貨幣を富と見なしているわけではなく貨幣を保有することが事実上あらゆる富を保有することになる、と認識していた。そして貨幣の国外流出の防止にとって、いかなる禁令よりも貨幣の価格引き上げが有効である、とした。これらの点をもって彼を重商主義者（重金主義者）とする評価も存在する。

## 著作
- 『商人の交易および契約』（Tratos y contratos de mercaderes y tratantes） 1569年